# Liste der Kinos in Berlin-Niederschönhausen
Die Liste der Kinos in Berlin-Niederschönhausen gibt eine Übersicht aller Kinos, die im heutigen Berliner Ortsteil Niederschönhausen existiert haben. Die Liste wurde nach Angaben aus den Recherchen im Kino-Wiki aufgebaut und mit Zusammenhängen der Berliner Kinogeschichte aus weiteren historischen und aktuellen Bezügen verknüpft. Sie spiegelt den Stand der in Berlin jemals vorhanden gewesenen Filmvorführeinrichtungen als auch die Situation im Januar 2020 wider. Danach gibt es in Berlin 92 Spielstätten, was Platz eins in Deutschland bedeutet, gefolgt von München (38), Hamburg (28), Dresden (18) sowie Köln und Stuttgart (je 17). 
Gleichzeitig ist diese Zusammenstellung ein Teil der Listen aller Berliner Kinos und der Ortsteillisten.
| Name/Lage                            | Adresse                 | Bestand   | Beschreibung |  |
| ------------------------------------ | ----------------------- | --------- | --- |  |
| Blauer Stern Bismarck-Theater (Lage) | Hermann-Hesse-Straße 11 | seit 1933 | 1870 befand sich auf dem Grundstück Bismarckstraße 44 ein Restaurant mit einem Tanzsaal. Ab 1918 wurden im Saal die ersten Kinofilme vorgeführt. Firmiert wurde das Kino als „Bismarck-Lichtspiele“, nach dem damaligen Namen der Straße. Die Adresse war entsprechend Bismarckstraße 44. Das Kinotheater mit 350 Plätzen gehörte B. Schott und bot tägliche Filmvorstellungen. 1921 wurde das Kino von Viktor Hermann übernommen, ging allerdings während der Inflationszeit insolvent. Im Kino-Adressbuch von 1924 sind die Bismarck-Lichtspiele als „zur Zeit geschlossen“ eingetragen, 1925 bis 1934 ist es nicht mehr als „Kino“ aufgenommen. Gastwirt Thiele ist jedoch weiterhin Hauseigentümer und der Bankbeamte F. Thiele, sowie der Bankvorsteher G. Tinius sind Bewohner. 1933 wurde der Tanzsaal zu einem Kino mit Bühne für Tonfilmvorführungen umgebaut. Es wird bereits 1935 der Name „Blauer Stern“ für das Kino mit 380 Plätzen angegeben. Als Gründungsjahr des Tonfilm-Theaters „Blauer Stern“ geben der Besitzer Hermann Korth (Geschäftsführer war August Nowakowski) entsprechend 1933 an. Die Spielstätte besaß 372 Plätze, gespielt wurde täglich. 1938 ist August Nowakowski als Geschäftsführer auch Mitinhaber des „Bismarck-Theaters“. Das Wohnhaus mit dem Kino blieb bei den Luftangriffen nahezu verschont und so wurde der Kinobetrieb im Nachkriegsdeutschland weitergeführt. Geleitet wurde es von Hermann Korth und Erwin Erdmann unter der Firmierung „Blauer-Stern-Lichtspiele“, gespielt wurden täglich drei Vorstellungen, die Bühne ist mit 5 m × 4 m × 4 m angegeben. 1957 mit der neuen Adresse Kurt-Fischer-Straße 11 noch privat betrieben. Ab 1960 ist der VEB Berliner Filmtheater Betreiber des „Blauen Sterns“. 1986 wurde der Blaue Stern wegen Baufälligkeit geschlossen. Einen Neuanfang des Filmtheaters gab es 1996 als Uwe Feld einen Mietvertrag mit der Wohnbau Pankow unterzeichnete nun für das Kino am gleichen Ort unterzeichnete. Es eröffnete im Dezember 1996 mit zwei Sälen neu. Das Projekt ein Restaurant einzurichten, scheiterte zuvor an den hohen Kosten. Inhaber des Kinos ist die FT Blauer Stern GbR. Die Vorstellungen finden im Kino 1 mit 30 m² und 205 Plätzen und im Kino 2 mit 85 Plätzen statt. Das Gebäude mit dem Kino steht an der Südseite der Straße zwischen Kreuzgraben und Güllweg. |  |
| Film-Palast (Lage)                   | Blankenburger Straße 10 | 1918–1964 | Das Ladenkino im Zentrum von Niederschönhausen wurde 1918 von J. C. Ludwig Pfeffer mit 360 Plätzen als „Adler-Lichtspiele“ („A.Li.S.“) eröffnet. Im Kinoadressbuch ist (später) wechselnd als Gründungsjahr 1914, 1918 und 1919 genannt. Als Adresse ist anfangs Blankenburgerstraße 4 im Kinoadressbuch aufgeführt. Dies ist das letzte der aneinanderstehenden Wohnhäuser vom Friedensplatz/Kaiser-Wilhelm-Straße (zuvor Dorfplatz und Dorfstraße, seit 1948 Ossietzkyplatz, seit 1951 Dietzgenstraße). Im Jahr 1921 übernahm Fritz Steinmetz das Kino als „Film-Palast“ mit 400 Plätze, gefolgt 1924 von Ernst Krischai, der 318 Plätze (1925 wiederum 400 Plätze) für den Film-Palast angibt. 1928 und 1929 betrieben F. Sommer und H. Betzel das Kino und boten täglich Vorstellungen auf 366 Plätze an. 1930 und 1931 statteten sie den Film-Palast für Tonfilm-Aufführungen aus und legten eine Bühne von 3 m × 4 m an. So gab das Platzangebot wieder 360 Sitze vor. Mit der Umstellung der Blankenburger Straße von Hufeisen- auf wechselseitige Nummerierung erhielt das Kino 1937 die Nummer 10. Zudem übernahm in diesem Jahr die „Lichtspielbetriebe Palast-Theater, Pankow-Niederschönhausen“ und Franz Sommer wurde bis 1941 deren Geschäftsführer. Das Gebäude blieb im Zweiten Weltkrieg unbeschädigt und der Kinobetrieb wurde durchgehend weitergeführt. Es fanden täglich drei Vorstellungen statt. Franz und Gertrud Sommer blieben (in Ost-Berlin) Besitzer des Filmtheaters und Heinz Schwarz hatte die Geschäftsleitung. 1950 wurde der Film-Palast erweitert, die Technik erneuert und die Bühne vergrößert. Der private „Filmpalast“ wurde ab 1960 als „Film-Palast Niederschönhausen“ vom VEB Berliner Filmtheater weitergeführt. Schließlich wurde der Kinobetrieb 1964 eingestellt. Der Kinosaal wurde zu einem Ladengeschäft umgestaltet und nach der Sanierung des zweigeschossigen Wohn-/Gewerbehauses von einem Meisterbetriebe des Rollladen- und Sonnenschutztechniker-Handwerks genutzt. |  |
| Universum Schönholz (Lage)           | Provinzstraße 75–76     | 1918–1961 | Die Provinzstraße gehörte bis zur Bezirksreform von 1938 zu Reinickendorf (als Reinickendorf-Ost mit Ortsteil Schönholz). Das eigentliche Kinogebäude auf Grundstück 75/76 befand sich dadirch später im Grenzbereich der Berliner Mauer und wurde deshalb nach 1961 abgerissen. Bis dahin blieb der Kinobetrieb durchgehend erhalten. Verblieben ist das Eckhaus Provinzstraße 74/Frühlingsstraße 8. Seit 1919 betrieb Bernhard Kuhl in Schönholz ein Kinotheater im Schönholzer Weg 30, das 1926 von seiner Witwe Lina Kuhl, geb. Kölling, noch bis zur Schließung 1928 als Kino weitergeführt wurde. 1914 als Jahr der Gründung der „Universal-Lichtspiele“ in der Provinzstraße 76 ist im Kino-Adressbuch ab 1928 angegeben. In der Erinnerung des Zeitzeugen wird Georg Kusche und das Jahr 1922 ausgewiesen. Im Kinoadressbuch von 1918 wurden vom Inhaber D. Klaß seine Lichtspiele mit 600 Plätzen genannt. 1920 und 1921 nannte der Inhaber Kühl für seine Universal-Lichtspiele mit täglichem Filmangebot allerdings 500 Plätze. Nach der Inflation wurden von Leopold Horch, Neiß & Kiwit die Universal-Lichtspiele Reinickendorf neueröffnet. Das „Universum-Theater und Kabaret“ in Reinickendorf-Schönholz wurde unter der Leitung von Anthony F. Hope und F. Hopmann in der Provinzstraße 75/76 mit täglichem Programmangebot auf 580 Plätzen geführt. 1927 sind die Universum-Theater-Lichtspiele mit einer 4 m × 7 m großen Bühne, zwei Programmwechseln und täglichen Vorstellungen auf 460 Plätzen von Carl Hans Schmid aus Bernau gelistet. Im Folgejahr 1929 gehörten die Universum-Lichtspiele Gustav Landeck, 1930 Leo Goldberg, bevor sie 1931 an die Alhambra-Lichtspiele GmbH, Spandau übergingen. Diese rüsteten 1932 auf Kinoton zur Vorführung von Tonfilmen um. Inhaber wurde 1933 Charlotte Lahmer und Artur Scheier führte die Geschäfte. Bis dahin wurde als Gründung des Kinos mit 500 Plätzen das Jahr 1914 notiert, P. Wezasek gab im Kinoadressbuch 1934 für sein Kino mit 450 Plätzen als Gründungsjahr 1925 an. Von 1937 an war Wilhelm Matthes Inhaber und er bespielte die Universum-Lichtspiele bis in die Nachkriegsjahre entsprechend der Ortslage im Sowjetischen Sektor und damit in Ost-Berlin als „Universum Schönholz“ mit einer Platzkapazität von 474 Sitzen. Ab 1960 ging (wie in Ost-Berlin üblich) das Universum in Verwaltung, Gestaltung und Programmgestaltung an den VEB Berliner Filmtheater. Das Kino in Schönholz lag dabei 150 Meter von der Sektorengrenze im Osten und geriet so in den Bereich der Berliner Mauer und des Sperrgebietes vom August 1961 an. Der Kinobetrieb wurde eingestellt und im Weiteren wurden die Bauten abgerissen um Platz für den hier ab der Bahnlinie 100 Meter breiten Todesstreifen zu schaffen. |  |